# Palthisomis penicillalis
Palthisomis penicillalis är en fjärilsart som beskrevs av Walker 1862. Palthisomis penicillalis ingår i släktet Palthisomis och familjen nattflyn. Inga underarter finns listade i Catalogue of Life.